# Мудуекс
Мудуекс (ісп. Muduex) — муніципалітет в Іспанії, у складі автономної спільноти Кастилія-Ла-Манча, у провінції Гвадалахара. Населення — 110 осіб (2010).
Муніципалітет розташований на відстані близько 80 км на північний схід від Мадрида, 28 км на північний схід від Гвадалахари.

## Демографія
Динаміка населення (INE ):